# Estrella de Luyten
La estrella de Luyten (GJ 273 / LHS 33 / HIP 36208) es una estrella de magnitud aparente +9,85, cuyo gran movimiento propio fue probablemente descubierto por el astrónomo Willem Jacob Luyten, a quien debe su nombre. Conocida sobre todo por su proximidad al sistema solar —del que dista 12,37 años luz—, se localiza en la constelación del Can Menor, estando situada al suroeste de Gomeisa (β Canis Minoris) y al oeste de Procyon (α Canis Minoris). Los sistemas estelares más cercanos a la estrella de Luyten son la citada Procyon, situada a apenas 1,2 años luz, y Ross 614, a 3,9 años luz.
La estrella de Luyten es una enana roja de tipo espectral M3.5 V con una luminosidad equivalente al 0,145 % de la luminosidad solar.
Similar a otras muchas estrellas del entorno del sistema solar, tales como Ross 154, Ross 128 o YZ Ceti, es menos masiva que el Sol, con una masa estimada de 0,26 masas solares. Parece ser una estrella de lenta rotación —de hecho, pudiera ser que no rotara en absoluto—; en cualquier caso el límite superior de su velocidad de rotación es de solo 1 km/s.
Su contenido de metales (metalicidad) es claramente inferior al solar ([Fe/H] = -0,16).
Hay cierta evidencia de que la Estrella de Luyten puede tener un compañero subestelar con una masa comprendida entre 0,4 y 1,1 veces la del planeta Júpiter, pero hasta el momento ello no ha sido confirmado.
La estrella cuenta con dos planetas GJ 273b y GJ 273c.
Luyten b (más conocido como GJ 273b) es un exoplaneta confirmado, probablemente rocoso, que orbita dentro de la zona habitable de la enana roja estrella de Luyten.